# اسلام‌آباد سفلی (رامیان)
اسلام‌آباد سفلی، روستایی است از توابع بخش مرکزی شهرستان رامیان در استان گلستان ایران.

## جمعیت
این روستا در دهستان دلند قرار دارد و بر اساس سرشماری مرکز آمار ایران در سال ۱۳۸۵، جمعیت آن ۳۵۰ نفر (۶۷ خانوار) بوده‌است.